# 丹陽皮氏
丹陽皮氏（タニャンピし、朝鮮語: 단양피씨）は、朝鮮の氏族の一つ。本貫は忠清北道丹陽郡である。2015年の調査では、1,624人である。
始祖は中国元の金吾衛上将軍である皮謂宗である。
皮謂宗は、高麗忠烈王の時に特使として高麗に派遣され、その後帰化し、皮謂宗の次男の皮寅古が丹山君に封じられたことから丹陽皮氏を創始した。